# Aurélia Beigneux

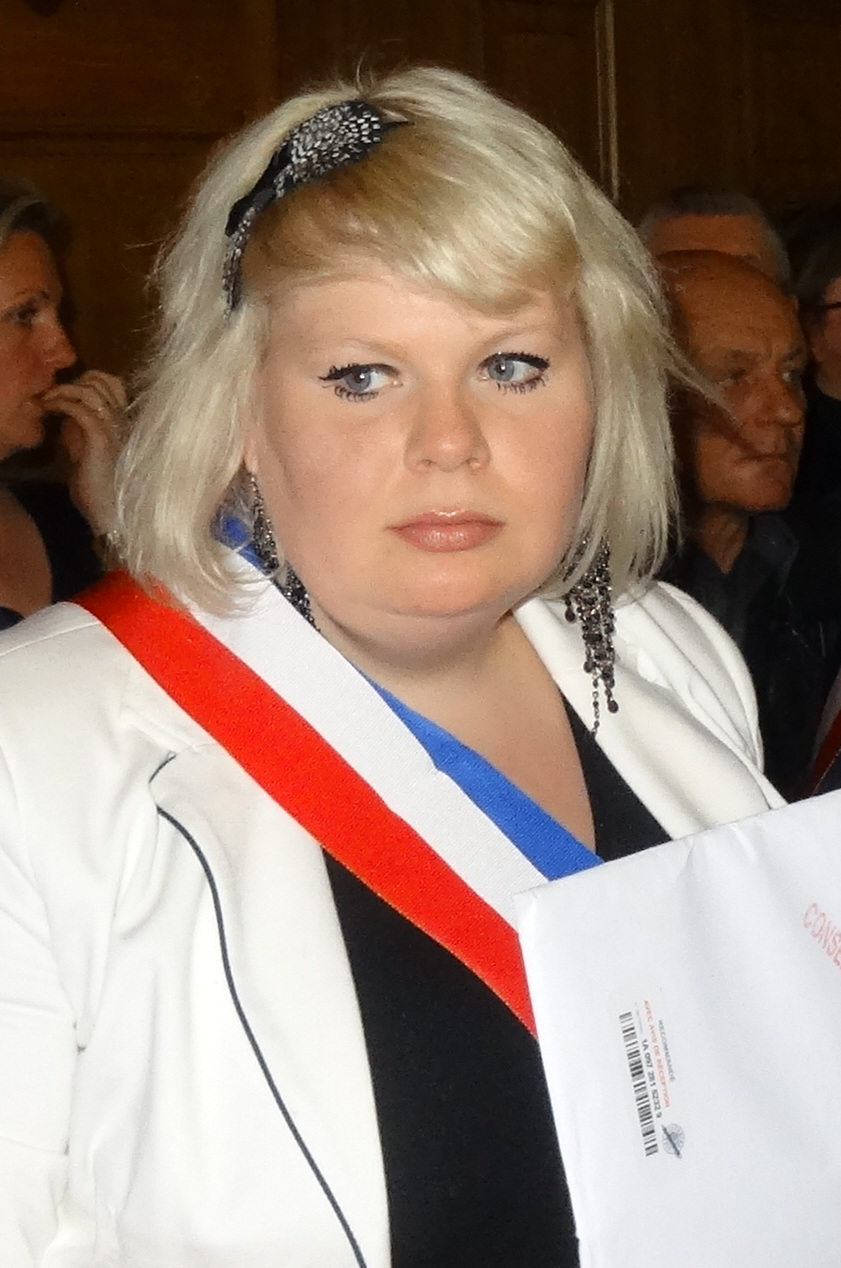
Aurélia Beigneux em 2014

Aurélia Beigneux (2 de junho de 1980) é uma política francesa.

## Biografia
É diretora da Epinorpa, empresa fundada em 2002.
Assistente para os Assuntos Sociais da Câmara Municipal de Hénin-Beaumont, foi eleita na décima quarta posição na lista do Reagrupamento Nacional para as eleições europeias de 2019.
Beigneux foi alvo de um litígio na RSA CAF, após a descoberta de uma distorção entre a sua receita e a declaração de rendimentos.